# Ṣalāt

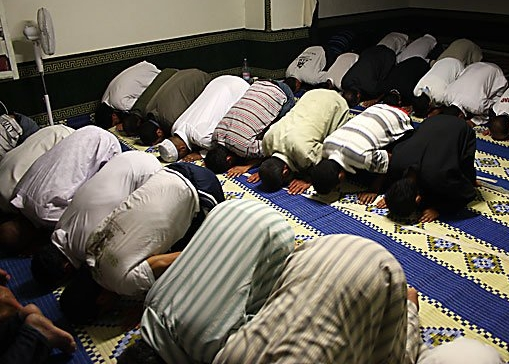
Uno dei sujūd (prosternazioni) della ṣalāt (preghiera)

La salàt (in arabo صلاة‎?, ṣalāt; plurale in arabo صلوات‎?, ṣalawāt) è la preghiera islamica canonica, ossia obbligatoria.

## La preghiera obbligatoria (ṣalāt) e preghiera volontaria (duʿāʾ)
La preghiera islamica è di due tipi: quella canonica – ossia legale ovvero obbligatoria che costituisce il secondo degli Arkān al-Islām – e quella volontaria (duʿāʾ), che può essere adempiuta in qualsiasi momento il musulmano lo ritenga opportuno.
Per la prima è prescritto lo stato di purità rituale (ṭahāra), come per ogni atto legale. Per la seconda ciò non è prescritto.
L'Islam sunnita esige che la ṣalāt sia adempiuta regolarmente per cinque volte nel corso dell'intero giorno (dal tramonto del sole a quello successivo), limitandosi a esortare la pratica della preghiera volontaria. Altre scuole di pensiero islamico seguono invece un regime di tre preghiere giornaliere obbligatorie.
Il non adempiere alla ṣalāt costituisce un'inadempienza grave al volere divino e, come tale, comporta uno stato di peccato che per i Kharigiti o gli Almohadi era addirittura sanzionato dall'autorità pubblica.

## Le cinqueṣalātobbligatorie giornaliere

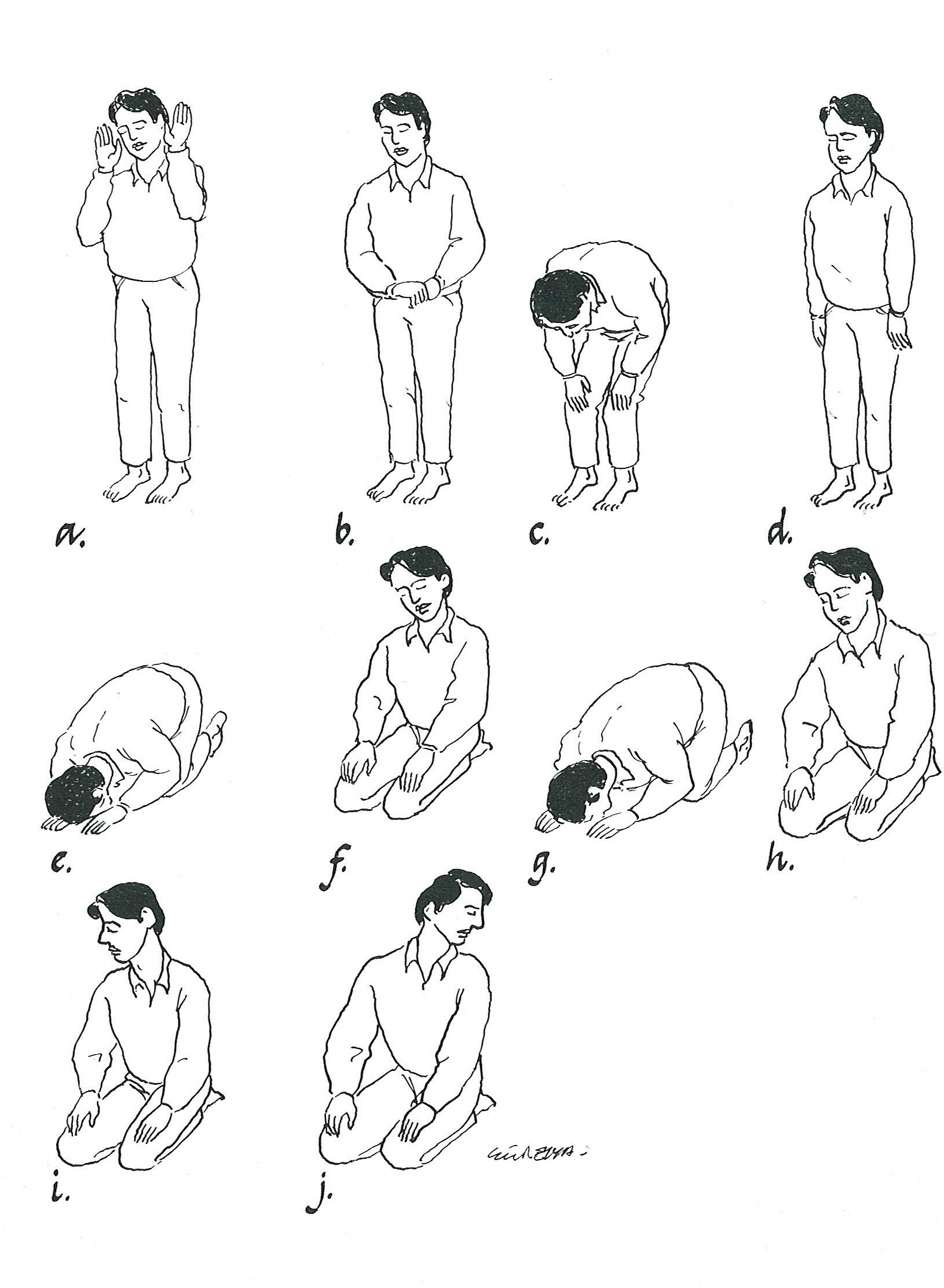
Le posizioni del corpo durante la ṣalāt

Le preghiere legali - obbligatorie per chi sia pubere, sano di corpo e di mente e non ne sia oggettivamente impedito - sono adempiute all'alba (ṣalāt al-fajr o al-ṣubḥ), a mezzogiorno (ṣalāt al-ẓuhr), al pomeriggio (ṣalāt al-ʿaṣr), al tramonto (ṣalāt al-maghrib) e di notte (ṣalāt al-ʿishà), in tempi precisi, annunziati dall'adhān, l'appello alla preghiera cioè lanciato dal muezzin (muʾadhdhin) dall'alto dei minareti. La preghiera deve essere effettuata rivolgendosi verso La Mecca, in particolare verso la Kaʿba (prima della conquista del Profeta della città santa nella sua predicazione imponeva che la qibla fosse la Città Santa di Gerusalemme).
La prima preghiera (ṣalāt al‐fajr) prevede due rakʿa (unità di preghiera formata da una serie di precisi movimenti del corpo previsti dalla Legge islamica e dall'uso); la seconda (ṣalāt al-dhuhr) ha quattro rakʿa; pure la terza (ṣalāt al-ʿaṣr) ne ha quattro; la quarta (ṣalāt al-maghrib) ne ha invece tre e l'ultima (ṣalāt al-ʿishāʾ) ne ha quattro.
Ogni ṣalāt - che finisce puntualmente con il taslim - ha precisi tempi "d'elezione" (waqt, al plurale ’awqāt), non rispettando i quali l'atto non è valido: questi momenti sono ricordati dai minareti delle moschee per mezzo dell'appello lanciato dal muezzin:
- La preghiera dell'alba deve essere terminata tra il momento in cui appare all'orizzonte il primo barbaglìo di luce solare e il momento in cui il disco solare sia totalmente visibile.
- La preghiera del mezzogiorno deve essere compresa tra il momento in cui un oggetto verticale non generi alcuna sua ombra[se il bastone è verticale, questo è vero solo se il sole è allo zenit (quindi all'Equatore i giorni di equinozio o a un Tropico il giorno di solstizio)] e il momento in cui tale ombra sia lunga esattamente come l'oggetto che la proietta.
- Il periodo d'elezione della preghiera del pomeriggio comincia dal momento finale della preghiera precedente e la parte finale del giorno, quando la luminosità del cielo diminuisce, con il disco solare però ancora perfettamente scorgibile.
- La ṣalāt al-maghrib comincia da quando il sole sia del tutto scomparso all'orizzonte e la fine della residua luminosità solare (shafàq).
- La preghiera della notte infine crea qualche discussione ma, in linea di massima, è valida se si realizzi fra la scomparsa del suddetto shafāq  e l'inizio del barbaglìo solare del nuovo giorno.

Tutto ciò prevede, per sopperire alla possibile non visibilità del sole per cause atmosferiche, che vi sia qualcuno in grado di determinarne i tempi in base a calcoli scientifici ed è per questo che la misurazione del tempo ha avuto nell'Islam una notevole rilevanza, così come il corretto orientamento geografico, tanto in terra quanto in mare, con lo sviluppo per esempio dei calcoli trigonometrici.
Per la validità della ṣalāt i requisiti obbligatori sono il preciso intento (niyya) di adempiere l'atto per le sue reali finalità devozionali, lo stato di purità rituale (ṭahāra), da conseguire con il lavacro parziale, o wuḍūʾ, o con il lavacro totale, o ghusl e l'orientamento del corpo verso la qibla meccana.

## Le preghiere rituali
Tra le preghiere rituali, differenziate a seconda del numero di rakʿa, si possono annoverare:
1. La preghiera "delle due feste" (ṣalāt al-ʿīdayn), intendendosi con questa espressione entrambe le festività religiose principali islamiche, la prima delle quali ha luogo il 10 dhū l-ḥijja, nell'ambito del hajj, ed è chiamata Festa del Sacrificio (ʿīd al-nahr o ʿīd al-aḍḥa), mentre la seconda è quella della "rottura del digiuno" del mese di Ramadan (detta ʿīd al-fiṭr o, in lingua turca, bayram). Tale ṣalāt è composta da due rakʿa e inizia mezz'ora dopo l'alba. Per essa non si esige si faccia l'adhān da parte del muezzin (muʾadhdhin) e neppure l'iqāma, che è il secondo adhān che serve a indicare l'effettivo avvio della preghiera in moschea. La recita di brani coranici - fra cui la Sūra LXXXVII, detta al-Aʿlà - e la pronuncia più volte dell'espressione "Allàh[u] akbar" (takbīr) è prevista e raccomandata. Tale preghiera comporta anche una doppia khuṭba.
2. La preghiera del witr (ṣalāt al-witr), da effettuare fra la ṣalāt al-ishā e la ṣalāt al-ʿfajrʾ'. Consta di una rakʿa almeno o, se si vuole, di una serie indefinita di ṣalāt doppie, tale da mantenere insomma un numero dispari di rakʿa che, per lo più, giungono al numero di tre. In tale occasione si possono recitare delle invocazioni di diverso contenuto, dette qunūt, anche se sulla questione i pareri dei dotti religiosi (ʿulamāʾ ) sono discordanti.
3. La preghiera notturna detta tahàjjud.
4. Le preghiere specialmente dedicate alle notti di tutto il mese lunare di Ramaḍān.

## Preghiere facoltative
Le preghiere supererogatorie, cioè facoltative, sono:
1. La preghiera "della paura" (ṣalāt al-khawf) - istituita nella spedizione che Maometto fece a Dhāt al-Riqāʿ il 5 dell'Egira, e che un tempo si poteva fare da cavallo, senza scendere in terra e compiere gli atti preparatori della preghiera. È previsto il suo lecito adempimento quando vi sia un immediato e reale pericolo di vita, come per esempio nell'imminenza di una battaglia. È anche discusso su quante debbano essere le rakʿa da compiere, anche se la tendenza maggioritaria è di prescriverne due.
2. La preghiera del viaggiatore (ṣalāt al-musāfir) che prevede di limitare a due rakʿa l'obbligo devozionale.
3. La preghiera "per l'eclissi" (ṣalāt al-kusūf) che non prevede adhān e khuṭba.
4. La preghiera per impetrare pioggia (ṣalāt al-istishqāʾ ). Di due rakʿa da fare collettivamente con formule speciali recitate dall'Imām della cerimonia e con due allocuzioni (khuṭba) seguite da un antichissimo rituale di girare all'esterno l'interno di un mantello, con evidente intento propiziatorio di cambiamento.
5. La preghiera per il defunto (ṣalāt ʿalà l-mayyit o al-janāza), senza alcuna rakʿa ma con quattro takbīr.